# HumanOptics
Die HumanOptics Holding AG ist ein deutsches Medizintechnikunternehmen mit Sitz in Erlangen. Eine weitere Produktionsstätte befindet sich in Sankt Augustin.
Das Unternehmen hat sich auf die Entwicklung, Fertigung und den Vertrieb von Implantaten für die Augenchirurgie spezialisiert.

## Geschichte
Mitte 1999 gründeten Karl Klamann und Khalil Hanna in Erlangen die HumanOptics GmbH. Ein halbes Jahr später wurde die GmbH in eine Aktiengesellschaft umgewandelt. Bereits früh etablierte sich das Unternehmen als Innovator, indem es die weltweit erste faltbare Kunstiris entwickelte – ein Implantat, das es ermöglicht, ein zerstörtes Auge optisch und ästhetisch wiederherzustellen.
Das Kerngeschäft des Unternehmens liegt in der Herstellung von Linsen-Implantaten. Die erste erfolgreiche Implantation einer akkommodierbaren Linse fand im Juni 2000 an der Augenklinik des Universitätsklinikums Erlangen statt. Das Produkt wurde im Herbst 2001 auf den Markt gebracht und bis 2002 weltweit 1.000 Mal implantiert. Bis 2003 stieg die Zahl der weltweit implantierten Kunstlinsen von HumanOptics auf 10.000.
Im Jahr 2001 übernahm HumanOptics die Dr. Schmidt Intraocularlinsen GmbH in Sankt Augustin, die  künstliche Linsen für das menschliche Auge herstellte.
Seit dem 1. Oktober 2023 leitet Alexander Berka das Unternehmen als Vorstand und CEO.

## Auszeichnungen
- 2002: Deutschen Gründerpreis in der Kategorie Aufsteiger[2]
- 2003: Karl Klamann als Entrepreneur des Jahres in der Kategorie Start-Up[8]
- 2020: Stifterverband mit Forschungssiegel Innovativ durch Forschung[9]